# Lucas Silva Melo
Lucas Silva Melo, voetbalnaam Tuta (São Paulo, 4 juli 1999) is een Braziliaans voetballer die uitkomt voor Eintracht Frankfurt. Tuta is een verdediger.

## Clubcarrière
Tuta werd opgeleid door São Paulo FC. In januari 2019 legde Eintracht Frankfurt 1,8 miljoen euro op tafel om de centrale verdediger naar Europa te halen. Na een half seizoen in het B-team leende de Duitse club hem voor één seizoen uit aan KV Kortrijk. Een seizoen eerder had Frankfurt al met succes Daichi Kamada uitgeleend aan een Belgische club (STVV). Tuta maakte op 24 november 2019 zijn debuut tijdens de competitiewedstrijd tegen RSC Anderlecht en miste nadien geen minuut meer in de reguliere competitie. Op de 28e speeldag scoorde Tuta diep in de blessuretijd de gelijkmaker in de derby tegen Zulte Waregem (2-2).

## Clubstatistieken
| Seizoen         | Club                | Land               | Competitie         | Competitie | Competitie | Beker | Beker | Europees | Europees | Totaal | Totaal |
| Seizoen         | Club                | Land               | Competitie         | Wed.       | Dlp.       | Wed.  | Dlp.  | Wed.     | Dlp.     | Wed.   | Dlp.   |
| --------------- | ------------------- | ------------------ | ------------------ | ---------- | ---------- | ----- | ----- | -------- | -------- | ------ | ------ |
| 2018            | São Paulo FC        | Vlag van Brazilië  | Série A            | 0          | 0          | 0     | 0     | —        | —        | 0      | 0      |
| 2018/19         | Eintracht Frankfurt | Vlag van Duitsland | Bundesliga         | 0          | 0          | 0     | 0     | 0        | 0        | 0      | 0      |
| 2019/20         | → KV Kortrijk       | Vlag van België    | Jupiler Pro League | 14         | 1          | 4     | 0     | —        | —        | 18     | 1      |
| 2020/21         | Eintracht Frankfurt | Vlag van Duitsland | Bundesliga         | 10         | 0          | 1     | 0     | —        | —        | 11     | 0      |
| Carrière totaal | Carrière totaal     | Carrière totaal    | Carrière totaal    | 24         | 1          | 5     | 0     | 0        | 0        | 29     | 1      |

Bijgewerkt op 12 maart 2021.